# Zapora Schiffenen

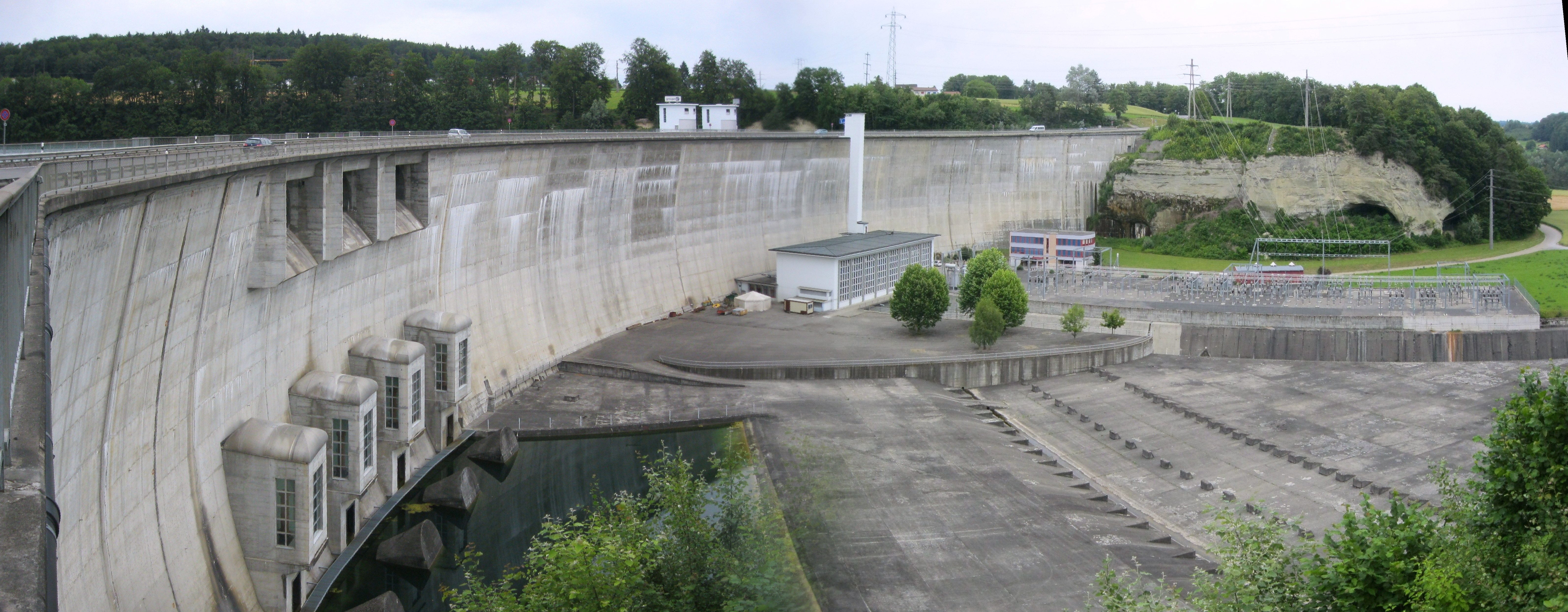
Zapora Schiffenen

Zapora Schiffenen (po ukończeniu budowy, w 1964 r.)

Zapora wodna Schiffenen (fr. Barrage de Schiffenen, niem. Schiffenentalsperre) – zapora wodna w Szwajcarii, oddana do użytku w 1963 r. Przegradza rzekę Sarine, tworząc zbiornik zaporowy Schiffenen. Przy zaporze funkcjonuje elektrownia wodna o maksymalnej mocy 72 MW.

## Położenie
Leży w kantonie Fryburg, między miejscowościami Schiffenen (na prawym brzegu) w gminie Düdingen i Grueneburg (na brzegu lewym) w gminie Kleinbösingen. Jest jedną z najniżej położonych zapór wodnych w Szwajcarii.

## Charakterystyka
Jest zaporą betonową typu lekkiego, łukową o podwójnej krzywiźnie. Korona zapory znajduje się na wysokości 534 m n.p.m. Długość korony zapory wynosi 417 m, wysokość muru zapory 47 m, jego grubość od 14 m u podstawy do 7 m w koronie. Objętość muru zapory wynosi ok. 185 000 m³. Droga zbudowana na koronie zapory łączy okręgi Singine i Lac.
Po prawej stronie (patrząc od strony wody) zapora posiada cztery upusty denne o przepływie nominalnym 4 x 150 m³/s oraz trzy przelewy górne, usytuowane tuż poniżej korony zapory, o przepływie nominalnym 3 x 133 m³/s.

## Elektrownia wodna
Po stronie lewej u stóp muru zapory znajduje się budynek elektrowni wodnej. Wyposażona jest ona w dwie turbiny Kaplana z generatorami o mocy 35 MW każdy, uruchamianymi na żądanie dyspozycji mocy oraz jedną turbinę Francisa o mocy 2,3 MW, przeznaczoną do pracy ciągłej w celu utrzymania stałego, minimalnego przepływu w rzece w wysokości 2–3 m³/s. Łączny przepływ podczas pracy obu dużych turbin z maksymalną mocą wynosi ok. 180 m³/s. Turbiny Kaplana zastosowano tu z uwagi na specyficzne warunki pracy: dostępny duży przepływ wody przy stosunkowo niewielkim jej spadku, wynikającym jedynie z wysokości piętrzenia tamy. Zapora Schiffenen jest jedyną wśród największych zapór we francuskojęzycznej Szwajcarii, w której używane są turbiny Kaplana.

## Historia
Wymieniona wyżej elektrownia wodna została uruchomiona w 1964 r. przez Entreprises électriques fribourgeoises (od 2008 r. Groupe E SA). Powstała jako ostatni obiekt hydroenergetycznego zagospodarowania wód Sarine. Przy produkcji średnio 133 gigawatogodzin rocznie elektrownia wodna odgrywa kluczową rolę w zaopatrywaniu kantonu Fryburg w energię elektryczną.
W trakcie budowy zapory znaleziono siedzibę ludzką z okresu górnego neolitu oraz szereg artefaktów zaliczonych do kultury halsztackiej.
Zwiedzanie zapory (bezpłatne) jest możliwe po wcześniejszym zgłoszeniu w grupach min. 10-osobowych.